# Darryl Sydor
Darryl Marion Sydor (Edmonton, Alberta, Kanada, 1972. május 13. –) profi jégkorongozó.

## Karrier
Komolyabb junior karrierjét a WHL-es Kamloops Blazersben kezdte 1988-ban és 1992-ig játszott ebben a csapatban. A Los Angeles Kings az 1990-es NHL-drafton a hetedik helyen választotta ki őt. A WHL-ben nagyszerűen játszott és kétszeres WHL bajnok és 1992-ben Memorial-kupa győztes lett a több mint 100 pontjának köszönhetően. 1992-ben bemutatkozott az NHL-ben a Los Angeles Kingsben de itt nem ment annyira neki a játék mint a juniorok között. A csapatot Wayne Gretzky vezette és 1993-ban bejutottak a Stanley-kupa döntőbe ahol a Montréal Canadiens legyőzte őket. 1996-ban a Dallas Starshoz került. Itt a nagy négyes védő tagja lett Derian Hatcher-rel, Szergej Zubovval és Richard Matvichukkal együtt. Hatalmas részt vállaltak abban, hogy a Dallas megnyerte a Stanley-t 1999-ben. Legjobb szezonjában 48 ontot szerzett és két All-Star Gálára is meghívást kapott. Ám hét és fél év után távozott a csapattól és a Columbus Blue Jackets játékosa lett 2003-tól de 49 meccs után a szezon közben a Tampa Bay Lightning megszerezte és abban az évben a Tampa lett a bajnok így Sydornak meglett a második bajnoki gyűrűje. A következő szezon lockout volt és ekkor nem játszott sehol. A Tampában még egy évet szerepelt majd 2006. július 2-án visszakerült Dallasba és ott töltötte a 2006–2007-es idényt. 2007-ben a Pittsburgh Penguinshez került két szezonra de 2008–2009-es évközben visszament Dallasba Philippe Boucherért cserébe (szezon végén a Penguins lett a bajnok). A St. Louis Blues-zal egyéves szerződést kötött így 2009–2010-ben ezzel a csapattal játszott és 47 mérkőzésen játszott amelyeken összesen nyolc asszisztot adott. 2010. július 13-án bejelentette a visszavonulását.
2006 végén egybekellt amerikai menyasszonyával így amerikai állampolgár is lett.

## Díjai, elismerései
- WHL Nyugat Első All-Star Csapat: 1990, 1991, 1992
- Ed Chynoweth-kupa: 1990, 1992
- Memorial-kupa: 1992
- Junior jégkorong-világbajnoki aranyérem: 1992
- Világbajnoki aranyérem: 1994
- Világbajnoki ezüstérem: 1996
- NHL All-Star Gála: 1998, 1999
- Stanley-kupa: 1999, 2004

## Karrier statisztika
| 1988–1989       | Kamloops Blazers      | WHL             | 65   | 12 | 14  | 26  | 86  | 15  | 1 | 4  | 5  | 19 |
| 1989–1990       | Kamloops Blazers      | WHL             | 67   | 29 | 66  | 95  | 129 | 17  | 2 | 9  | 11 | 28 |
| 1990–1991       | Kamloops Blazers      | WHL             | 66   | 27 | 78  | 105 | 88  | 12  | 3 | 22 | 25 | 10 |
| 1991–1992       | Kamloops Blazers      | WHL             | 29   | 9  | 39  | 48  | 33  | 17  | 3 | 15 | 18 | 18 |
| 1991–1992       | Los Angeles Kings     | NHL             | 18   | 1  | 5   | 6   | 22  | —   | — | —  | —  | —  |
| 1992–1993       | Los Angeles Kings     | NHL             | 80   | 6  | 23  | 29  | 63  | 24  | 3 | 8  | 11 | 16 |
| 1993–1994       | Los Angeles Kings     | NHL             | 84   | 8  | 27  | 35  | 94  | —   | — | —  | —  | —  |
| 1994–1995       | Los Angeles Kings     | NHL             | 48   | 4  | 19  | 23  | 36  | —   | — | —  | —  | —  |
| 1995–1996       | Los Angeles Kings     | NHL             | 58   | 1  | 11  | 12  | 34  | —   | — | —  | —  | —  |
| 1995–1996       | Dallas Stars          | NHL             | 26   | 2  | 6   | 8   | 41  | —   | — | —  | —  | —  |
| 1996–1997       | Dallas Stars          | NHL             | 82   | 8  | 40  | 48  | 51  | 7   | 0 | 2  | 2  | 0  |
| 1997–1998       | Dallas Stars          | NHL             | 79   | 11 | 35  | 46  | 51  | 17  | 0 | 5  | 5  | 14 |
| 1998–1999       | Dallas Stars          | NHL             | 74   | 14 | 34  | 48  | 50  | 23  | 3 | 9  | 12 | 16 |
| 1999–2000       | Dallas Stars          | NHL             | 74   | 8  | 26  | 34  | 32  | 23  | 1 | 6  | 7  | 6  |
| 2000–2001       | Dallas Stars          | NHL             | 82   | 10 | 37  | 47  | 34  | 10  | 1 | 3  | 4  | 0  |
| 2001–2002       | Dallas Stars          | NHL             | 78   | 4  | 29  | 33  | 50  | —   | — | —  | —  | —  |
| 2002–2003       | Dallas Stars          | NHL             | 81   | 5  | 31  | 36  | 40  | 12  | 0 | 6  | 6  | 6  |
| 2003–2004       | Columbus Blue Jackets | NHL             | 49   | 2  | 13  | 15  | 26  | —   | — | —  | —  | —  |
| 2003–2004       | Tampa Bay Lightning   | NHL             | 31   | 1  | 6   | 7   | 6   | 23  | 0 | 6  | 6  | 9  |
| 2005–2006       | Tampa Bay Lightning   | NHL             | 80   | 4  | 19  | 23  | 30  | 5   | 0 | 1  | 1  | 0  |
| 2006–2007       | Dallas Stars          | NHL             | 74   | 5  | 16  | 21  | 36  | 7   | 1 | 1  | 2  | 4  |
| 2007–2008       | Pittsburgh Penguins   | NHL             | 74   | 1  | 12  | 13  | 26  | 4   | 0 | 0  | 0  | 2  |
| 2008–2009       | Pittsburgh Penguins   | NHL             | 8    | 1  | 1   | 2   | 2   | —   | — | —  | —  | —  |
| 2008–2009       | Dallas Stars          | NHL             | 65   | 2  | 11  | 13  | 16  | —   | — | —  | —  | —  |
| 2009–2010       | St. Louis Blues       | NHL             | 47   | 0  | 8   | 8   | 15  | —   | — | —  | —  | —  |
| NHL Összesített | NHL Összesített       | NHL Összesített | 1291 | 98 | 409 | 507 | 755 | 155 | 9 | 47 | 56 | 73 |
| WHL Összesített | WHL Összesített       | WHL Összesített | 217  | 77 | 197 | 274 | 336 | 61  | 9 | 50 | 59 | 75 |

## Nemzetközi mérkőzések
- 1992-es junior jégkorong-világbajnokság
- 1994-es jégkorong-világbajnokság
- 1996-os jégkorong-világbajnokság
- 2002-es jégkorong-világbajnokság

Nemzetközi mérkőzések statisztikái
| Év   | Csapat | Esemény | MSz | G | A | P | B |
| ---- | ------ | ------- | --- | - | - | - | - |
| 1992 | Kanada | JVB     | 7   | 3 | 1 | 4 | 4 |
| 1994 | Kanada | VB      | 8   | 0 | 1 | 1 | 4 |
| 1996 | Kanada | VB      | 8   | 0 | 1 | 1 | 0 |
| 2002 | Kanada | VB      | 1   | 0 | 0 | 0 | 0 |